# UCI World Tour 2025
UCI World Tour 2025 este o serie de curse care include treizeci și șanse de evenimente de ciclism rutier de-a lungul sezonului de ciclism 2025. Turneul a început cu etapa de deschidere a Tour Down Under pe 21 ianuarie și se va încheia cu etapa finală a Turului Guangxi pe 19 octombrie.

## Evenimente
| Cursa                             | Data                      | Câștigător             | Locul 2              | Locul 3                 |
| --------------------------------- | ------------------------- | ---------------------- | -------------------- | ----------------------- |
| Tour Down Under                   | 21–26 ianuarie            | Jhonatan Narváez (ECU) | Javier Romo (ESP)    | Finn Fisher-Black (NZL) |
| Cadel Evans Great Ocean Road Race | 2 februarie               | Mauro Schmid (SUI)     | Aaron Gate (NZL)     | Laurence Pithie (NZL)   |
| Turul Emiratelor Arabe Unite      | 17–23 februarie           | Tadej Pogačar (SLO)    | Giulio Ciccone (ITA) | Pello Bilbao (ESP)      |
| Omloop Het Nieuwsblad             | 1 martie                  |                        |                      |                         |
| Strade Bianche                    | 8 martie                  |                        |                      |                         |
| Paris–Nisa                        | 9–16 martie               |                        |                      |                         |
| Tirreno–Adriatico                 | 10–16 martie              |                        |                      |                         |
| Milano–San Remo                   | 22 martie                 |                        |                      |                         |
| Volta a Catalunya                 | 24–30 martie              |                        |                      |                         |
| Classic Brugge–De Panne           | 26 martie                 |                        |                      |                         |
| E3 Saxo Bank Classic              | 28 martie                 |                        |                      |                         |
| Gent–Wevelgem                     | 30 martie                 |                        |                      |                         |
| Dwars door Vlaanderen             | 2 aprilie                 |                        |                      |                         |
| Turul Flandrei                    | 6 aprilie                 |                        |                      |                         |
| Turul Țării Bascilor              | 7–12 aprilie              |                        |                      |                         |
| Paris-Roubaix                     | 13 aprilie                |                        |                      |                         |
| Cursa Amstel Gold                 | 20 aprilie                |                        |                      |                         |
| Săgeata Valonă                    | 23 aprilie                |                        |                      |                         |
| Liège–Bastogne–Liège              | 27 aprilie                |                        |                      |                         |
| Turul Romandiei                   | 23 aprilie–4 mai          |                        |                      |                         |
| Eschborn–Frankfurt                | 1 mai                     |                        |                      |                         |
| Turul Italiei                     | 10–30 mai                 |                        |                      |                         |
| Criteriul Dauphiné                | 8–15 iunie                |                        |                      |                         |
| Turul Elveției                    | 15–22 iunie               |                        |                      |                         |
| Copenhagen Sprint                 | 22 iunie                  |                        |                      |                         |
| Turul Franței                     | 5–25 iulie                |                        |                      |                         |
| Clasica San Sebastián             | 2 august                  |                        |                      |                         |
| Turul Poloniei                    | 4 – 10 august             |                        |                      |                         |
| Hamburg Cyclassics                | 17 august                 |                        |                      |                         |
| / Turul Beneluxului               | 20 - 24 august            |                        |                      |                         |
| Turul Spaniei                     | 23 august – 12 septembrie |                        |                      |                         |
| Bretagne Classic Ouest–France     | 25 august                 |                        |                      |                         |
| Grand Prix Cycliste de Québec     | 12 septembrie             |                        |                      |                         |
| Grand Prix Cycliste de Montréal   | 14 septembrie             |                        |                      |                         |
| Turul Lombardiei                  | 121 octombrie             |                        |                      |                         |
| Turul Guangxi                     | 14–19 octombrie           |                        |                      |                         |